# Magistral d'escacs Ciutat de Barcelona de 2007
El Magistral d'escacs Ciutat de Barcelona de 2007 fou un torneig d'escacs que va tenir lloc entre els dies 18 i 26 d'octubre del 2007, jugat al Casino de Barcelona. La mitjana d'Elo dels participants va ser de 2579. El Gran Mestre Hikaru Nakamura va dominar el torneig des de l'inici fins al final, malgrat el contratemps de la seva derrota contra el GM Josep Oms (amb 142 punts d'Elo menys).

## Classificació
|    | Participants            | Rating | 1 | 2 | 3 | 4 | 5 | 6 | 7 | 8 | 9 | 10 | Punts |
| -- | ----------------------- | ------ | - | - | - | - | - | - | - | - | - | -- | ----- |
| 1  | Hikaru Nakamura         | 2648   | * | 1 | ½ | ½ | 1 | 1 | 0 | 1 | 1 | 1  | 8     |
| 2  | Leinier Domínguez Pérez | 2683   | 0 | * | ½ | 1 | ½ | ½ | 1 | ½ | 1 | 1  | 6     |
| 3  | Vugar Gaixímov          | 2664   | ½ | ½ | * | ½ | ½ | 1 | 1 | 0 | ½ | 1  | 5,5   |
| 4  | Aleksandr Beliavski     | 2646   | ½ | 0 | ½ | * | 1 | ½ | 1 | 1 | ½ | ½  | 5,5   |
| 5  | Michal Krasenkow        | 2668   | 0 | ½ | ½ | 0 | * | ½ | 0 | 1 | 1 | 1  | 4,5   |
| 6  | Rafael Vaganian         | 2600   | 0 | ½ | 0 | ½ | ½ | * | 0 | 1 | 1 | 1  | 4,5   |
| 7  | Josep Oms i Pallisé     | 2506   | 1 | 0 | 0 | 0 | 1 | 1 | * | ½ | 0 | ½  | 4     |
| 8  | Miquel Illescas Córdoba | 2598   | 0 | ½ | 1 | 0 | 0 | 0 | ½ | * | 1 | ½  | 3,5   |
| 9  | Marc Narciso Dublan     | 2546   | 0 | 0 | ½ | ½ | 0 | 0 | 1 | 0 | * | 1  | 3     |
| 10 | Jordi Fluvià Poyatos    | 2508   | 0 | 0 | 0 | ½ | 0 | 0 | ½ | ½ | 0 | *  | 1,5   |